# 千金公主 (唐)
千金公主（せんきんこうしゅ、生没年不詳）は、唐の高祖（李淵）の娘。太宗（李世民）の妹。千金長公主とも書く（公主#等級）。

## 生涯
はじめ千金公主に封じられた。垂拱年間（685年 - 688年）、武則天に怪僧の薛懐義を引き合わせた。
のち武則天の養女となり、武姓を賜与された。また、延安大長公主（えんあんだいちょうこうしゅ）となった。温挺（温彦博の子）に降嫁し、温挺の死後に鄭敬玄に降嫁している。武周政権で唐の宗室の多くが難に遭う中、巧みな保身術で安泰を保った。

## 伝記資料
- 『新唐書』巻83 列伝第8「諸帝公主伝」